# Immanuel Christian Grave
Immanuel Christian Grave, född den 4 januari 1739 i Rygge, Smaalenenes amt, död den 31 december 1820  i Savde, Bratsbergs amt, var en norsk präst och författare, son till Christian Grave.
Grave avlade 1760 teologisk ämbetsexamen, uppehöll sig därefter än i Köpenhamn, än på resor och blev 1772 residerande kapellan i Gausdal. Efter att ha innehaft samma typ av tjänst först i Fredrikstad och sedan i Fredrikshald blev han 1783 kyrkoherde i Savde och några år senare även prost.
Under sin vistelse i Köpenhamn lämnade Grave bidrag till tryckfrihetsperiodens reformlitteratur och utgav bland annat En norsk Hyrdes Indtagelse i et Bjerg (1771), en allegorisk skildring av Norges tillstånd och det på flera områden påbörjade reorganisationsarbetet. En verklig folkbok, i flera avseenden lik bondenovellerna, var Graves Nationale Fortællinger for den norske Bondestand (1811; flera upplagor).